# Liste der Klettergipfel im Wehlener Gebiet

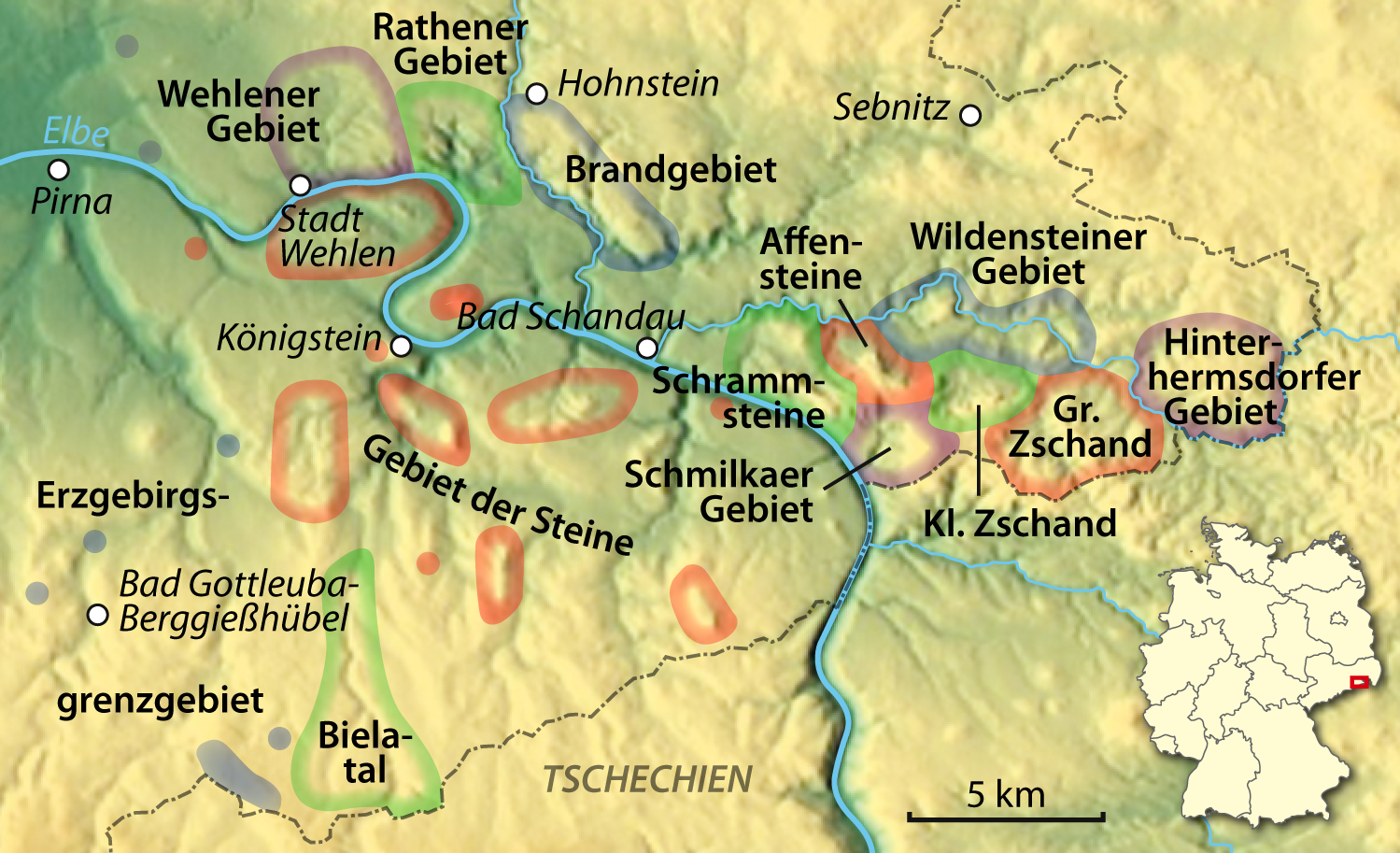
Die Teilgebiete im Klettergebiet Sächsische Schweiz

Die Liste der Klettergipfel im Wehlener Gebiet umfasst alle Klettergipfel im Teilgebiet Wehlen des Klettergebiets Sächsische Schweiz. Zum Wehlener Gebiet zählen die Kletterfelsen in den Seitentälern der Elbe nördlich von Stadt Wehlen sowie vereinzelte Felsen nördlich von Pirna.
Grundlagen sind das Felsinformationssystem des Deutschen Alpenvereins (DAV) und der zuletzt 1999 bis 2003 auf Basis der Arbeiten der Arbeitsgruppe „Neue Wege/Kletterführer“ des Sächsischen Bergsteigerbunds (SBB) veröffentlichte sechsbändige Kletterführer zur Sächsischen Schweiz.

## Legende
- Bild: Zeigt ein Bild des Klettergipfels.
- Klettergipfel: Name bzw. Bezeichnung des Gipfels, alternative oder ältere Bezeichnungen sind kursiv gesetzt.
- Bedeutung: Die Bedeutung wird in vier Stufen mit Sternen angegeben, orientiert an der Einstufung im Kletterführer. Dieser benennt zum einen weniger bedeutende Gipfel, sogenannte Quacken, diese erhalten in der Tabelle einen Stern (*). Zum anderen benennt er bedeutende (***) und besonders herausragende Gipfel wie bspw. den Teufelsturm (****). Alle anderen Gipfel werden in der Tabelle mit zwei Sternen (**) gekennzeichnet
- Maximale Felshöhe: Maximale Höhe des freistehenden Felsens, diese kann auf anderen Seiten des Felsens deutlich geringer sein.
- Datum der Erstbesteigung: Jahr der erstmaligen klettersportlichen Erstbesteigung, in der Regel über den Alten Weg, mit wenigen Ausnahmen wird in der Sächsischen Schweiz der Weg der Erstbesteigung als „Alter Weg“ bezeichnet, er ist meist auch der leichteste Aufstieg.
- Erstbesteiger: Name des Erstbesteigers oder der Erstbesteigerin (ohne ggf. vorhandene Nachsteiger).
- Schwierigkeitsgrad: Schwierigkeitsgrad des Alten Wegs (soweit der Weg der Erstbesteigung einen anderen Namen trägt, wird dies angegeben), genannt sind die Grade gemäß Sächsischer Schwierigkeitsskala, soweit bei „Baustellen“ diese später überstiegen wurden, ist der Schwierigkeitsgrad in Klammern angegeben.
- Zahl der Wege: Zahl der anerkannten Wege einschließlich Ein- und Ausstiegsvarianten.
- Zahl der Sprünge: Zahl der Sprünge und Wege mit Sprüngen am Gipfel.
- Lage: Lage im Teilgebiet sowie genaue Gipfelkoordinaten.
- Anmerkungen: Besonderheiten, zeitliche Einschränkungen und sonstige Anmerkungen.

## Liste der Klettergipfel
| Bild | Klettergipfel                             | Bedeutung | Maximale Felshöhe | Datum der Erstbesteigung | Erstbesteiger      | Schwierig-keitsgrad | Zahl der Wege (einschließlich Varianten) | Zahl der Sprünge | Lage                                       | Anmerkungen                                                                   |
| ---- | ----------------------------------------- | --------- | ----------------- | ------------------------ | ------------------ | ------------------- | ---------------------------------------- | ---------------- | ------------------------------------------ | ----------------------------------------------------------------------------- |
|      | Buch                                      | *         | 10 m              | vor 1914                 | Carl Rau           | IV                  | 12                                       |                  | Liebethaler Grund Lage                     | künstlich entstandener Gipfel in ehemaligem Steinbruch.                       |
|      | Postakegel                                | **        | 18 m              | 11. Juli 1920            | Rudolf Kaden       | VIIc                | 6                                        |                  | Elbtal bei Posta Lage                      | künstlich entstandener Gipfel in ehemaligem Steinbruch.                       |
|      | Buschholzturm                             | **        | 12 m              | 5. Juni 1910             | Richard Pötzsch    | VI                  | 9                                        | 1                | Buschholz, nördlich von Stadt Wehlen Lage  |                                                                               |
|      | Bergfalkenturm Grundwächter               | **        | 22 m              | 31. Okt. 1954            | Heinz Kunze        | III                 | 12                                       | 1                | Uttewalder Grund Lage                      |                                                                               |
|      | Einsamer Turm Uttewalder Grund-Kegel      | *         | 15 m              | 1948                     | Herbert Lubsch     | IV                  | 11                                       | 1                | Uttewalder Grund Lage                      |                                                                               |
|      | Kehllochscheibe Schleifbergscheibe        | *         | 13 m              | 1945                     | Manfred Hilbert    | V                   | 6                                        | 1                | Kehlloch Lage                              |                                                                               |
|      | Versteckte Spitze                         | *         | 25 m              | 30. Okt. 1960            | Werner Oehmichen   | II                  | 9                                        | 1                | Kohlgrund Lage                             |                                                                               |
|      | Steinerner Bär Höllengrundwächter, -nadel | *         | 13 m              | 1925                     | Gerhard Rößger     | II                  | 10                                       |                  | Höllengrund Lage                           |                                                                               |
|      | Höllengrundscheibe                        | **        | 17 m              | vor 1936                 |                    | IV                  | 10                                       | 1                | Höllengrund Lage                           |                                                                               |
|      | Zwölfer                                   | **        | 23 m              | 13. Okt. 1963            | Hans Friedrich     | VIIa (VIIc)         | 15                                       |                  | Schwarzberg, östlich von Stadt Wehlen Lage | An der Erstbesteigung waren zwölf Bergsteiger und Bergsteigerinnen beteiligt. |
|      | Tümpelgrundturm                           | *         | 12 m              | 1925                     | Siegfried Störzner | III                 | 10                                       |                  | Tümpelgrund Lage                           |                                                                               |
|      | Tümpelgrundwächter                        | *         | 12 m              | 1923                     | Otto Rülke         | IV                  | 9                                        |                  | Tümpelgrund Lage                           | Kletterverbot vom 15. Januar bis 15. August                                   |
|      | Gelbe Wand Uhuriff                        | *         | 16 m              | 26. Sep. 1965            | Helmut Richter     | II                  | 11                                       |                  | Tümpelgrund Lage                           |                                                                               |
|      | Tümpelgrundwand                           | **        | 22 m              | 10. Juni 1922            | Siegfried Störzner | I                   | 31                                       | 1                | Tümpelgrund Lage                           |                                                                               |
|      | Erikascheibe                              | **        | 15 m              | 15. Sep. 1968            | Erich Fröde        | IV                  | 12                                       | 1                | Tümpelgrund Lage                           |                                                                               |
|      | Wetterwarte Gespaltenes Horn              | **        | 20 m              | 29. Aug. 1968            | Helmut Oehme       | I                   | 22                                       | 2                | Tümpelgrund Lage                           |                                                                               |
|      | Elbgucke                                  | **        | 30 m              | 3. Sep. 1927             | Helmut Oehme       | IV                  | 28                                       | 2                | Tümpelgrund Lage                           |                                                                               |
|      | Griesgrundwächter                         | **        | 18 m              | 19. Aug. 1936            | Kurt Nitzschmann   | IV                  | 17                                       |                  | Griesgrund Lage                            |                                                                               |